# 三聚氰胺-甲醛树脂

美耐皿樹脂的理想化學結構

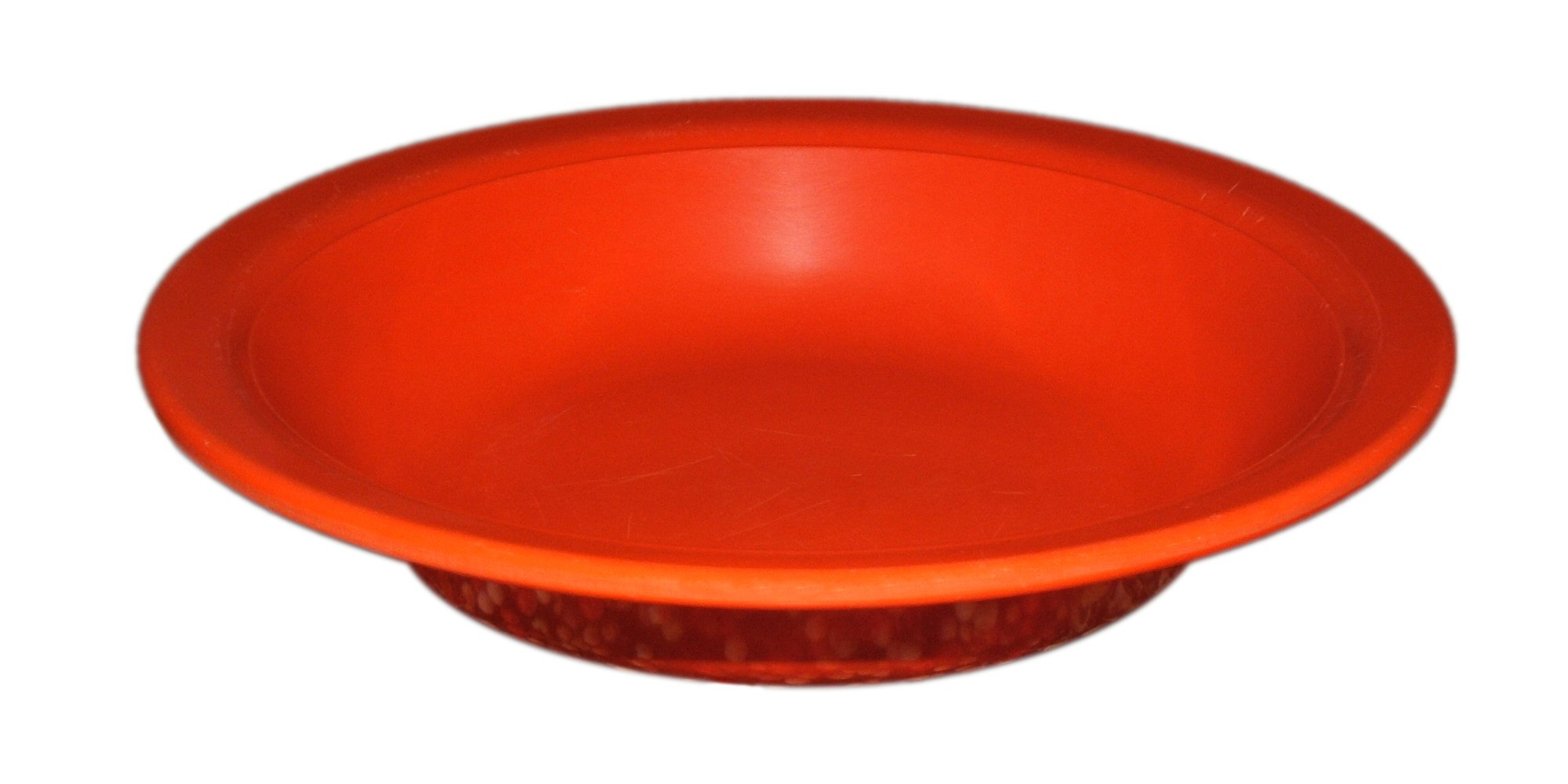
美耐皿製的盤子

三聚氰胺树脂（英語：Melamine resin），是一種合成樹脂，為熱固性聚合物，為使用三聚氰胺（Melamine，又稱蜜胺或密胺）與甲醛聚合所製成，與以尿素與甲醛製成的「尿素甲醛樹脂」不同。
三聚氰胺-甲醛树脂（MF）在中华人民共和国的塑料代号中为♺40号。
將此樹脂原料（粉狀或固狀）預熱稍微硬化後，置於模具中，以高溫、高壓處理成型，加熱後能硬化、造成交联，从而塑形；而且具不錯的耐熱性、抗腐蝕性與絕緣性，所以常被用來壓模製作廚具、餐具、科技泡棉等等，是用途非常廣泛的塑膠材料之一。

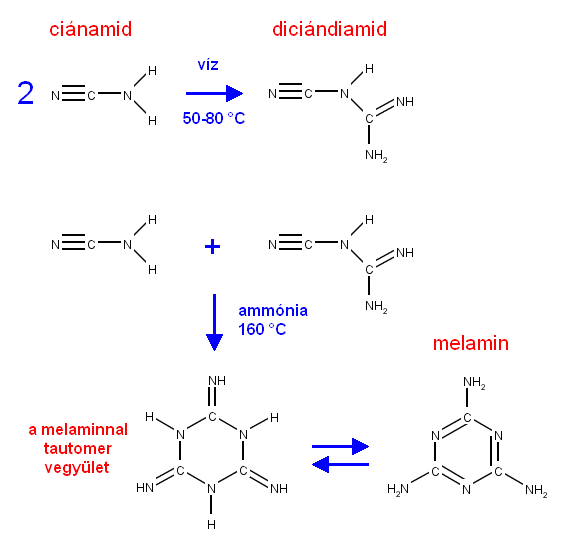
美耐皿的热聚合反应

## 名稱
三聚氰胺树脂全称为三聚氰胺－甲醛樹脂（melamine-formaldehyde resin），又稱「密胺樹脂」，另外還有「聚脲樹脂」、「密胺」等種種稱呼。以此物質爲材料所製成的器皿產品，則根據商家的營銷策略而在市場上被稱爲「美耐皿」、「仿瓷」或「科學瓷」等等。

## 用途

### 建材、家具
三聚氰胺-甲醛樹脂最主要的用途是制作各种高压力层压建材，包括Formica、Arborite和各种人造板、层压地板。三聚氰胺树脂制成的仿瓷砖墙也可以用作白板。相比尿素－甲醛樹脂，三聚氰胺树脂中的甲醛反应更完全，因此不易释放。
自行组装家具和厨房碗柜中会使用一些有花样的板材，是通过将印有花样的纸在高压下和塑合板用三聚氰胺树脂胶合而成。这类板材有多种花样、尺寸、厚度可选，一般密度较重，使用一般锯床裁剪时容易翘边。

### 器皿

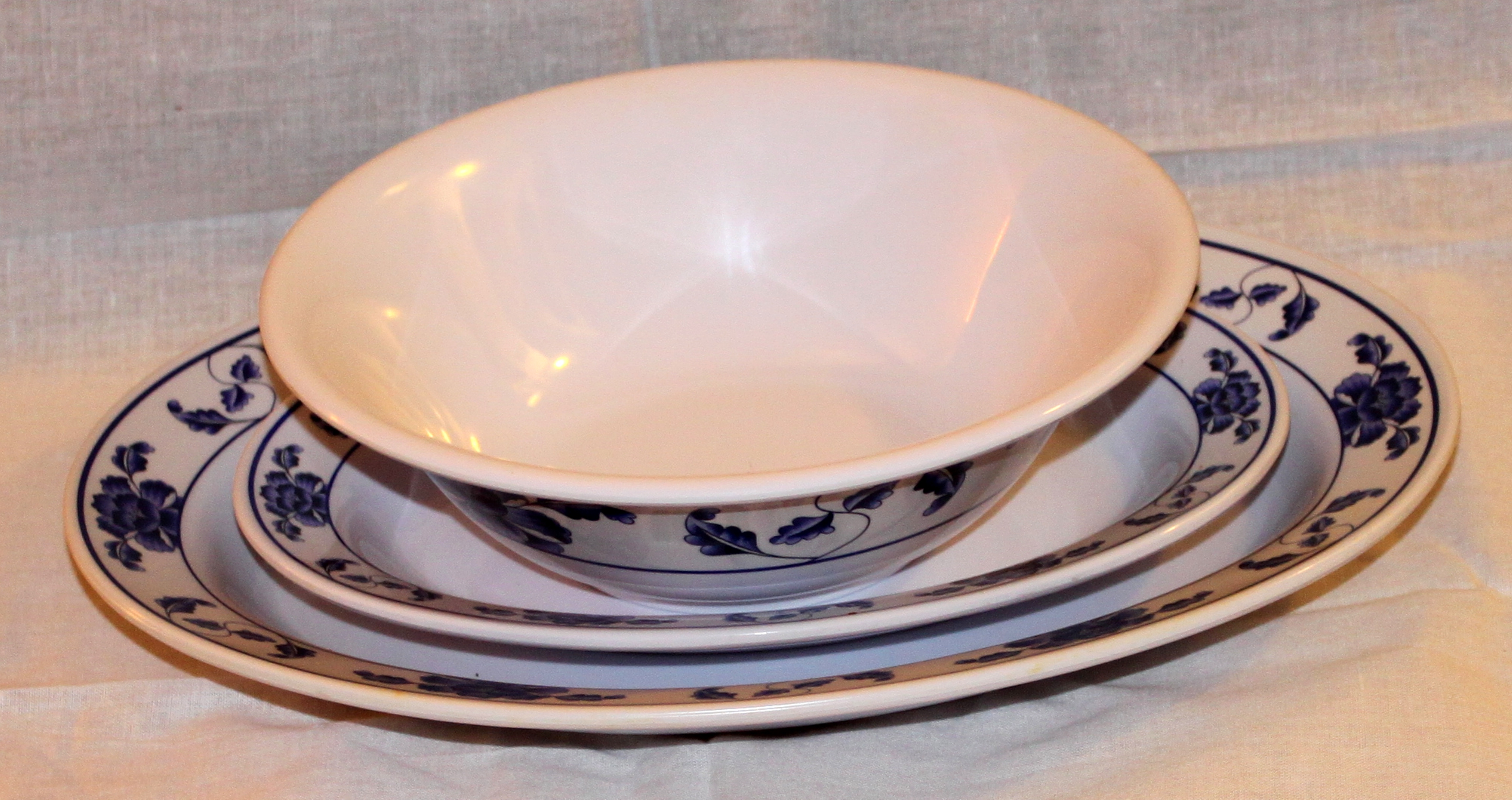
美耐皿製的碗盤

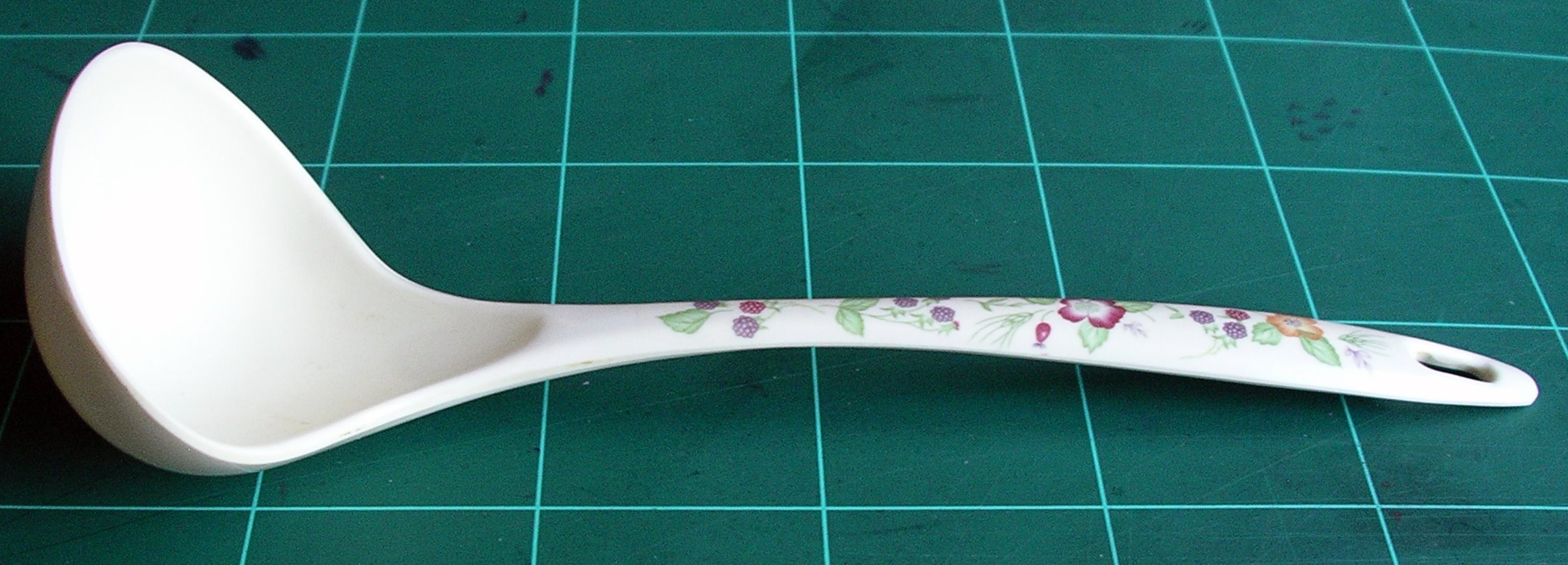
美耐皿製的勺子

三聚氰胺树脂可做出外观类似瓷器的器皿，不仅质地轻盈，而且耐冲击性强，故也称「美耐皿」（音/意译）。但在实际使用中，由于经常出现不耐摩擦、容易染色等情况，加上其相对介电常数较高，因此一般不适合用于微波炉中。
三聚氰胺树脂餐具最早是在1950年代推出，由于A. H. Woodfull和英国工业塑料公司（B.I.P.）的精美设计一举成名，几乎有超越瓷器的趋势。1960年代后因为前述的缺点逐渐没落，现在只有西方的户外和护理行业由于轻便耐用仍然在使用。

#### 安全性與毒性
三聚氰胺树脂餐具盛放热食时，可能会稍有析出三聚氰胺，但含量属安全范围内：湯麵的溫度變化，一碗麵湯約700毫升左右，前15分鐘的溫度平均70度，15分鐘後降為55度。若以材質較差、價格只有20到30元新臺幣的非100%美耐皿碗（添加尿素甲醛樹脂之製品），若在同樣溫度條件下，約會釋出0.75mg的三聚氰胺。但以美國FDA的規定，每天每人允許攝取的最大值（每日耐受量，TDI）為每公斤體重0.063毫克計算，60公斤體重的人每天允許攝取3.78毫克的三聚氰胺。每天約可吃五碗700毫升的湯麵以上，才會超過安全劑量。

### 泡沫塑料

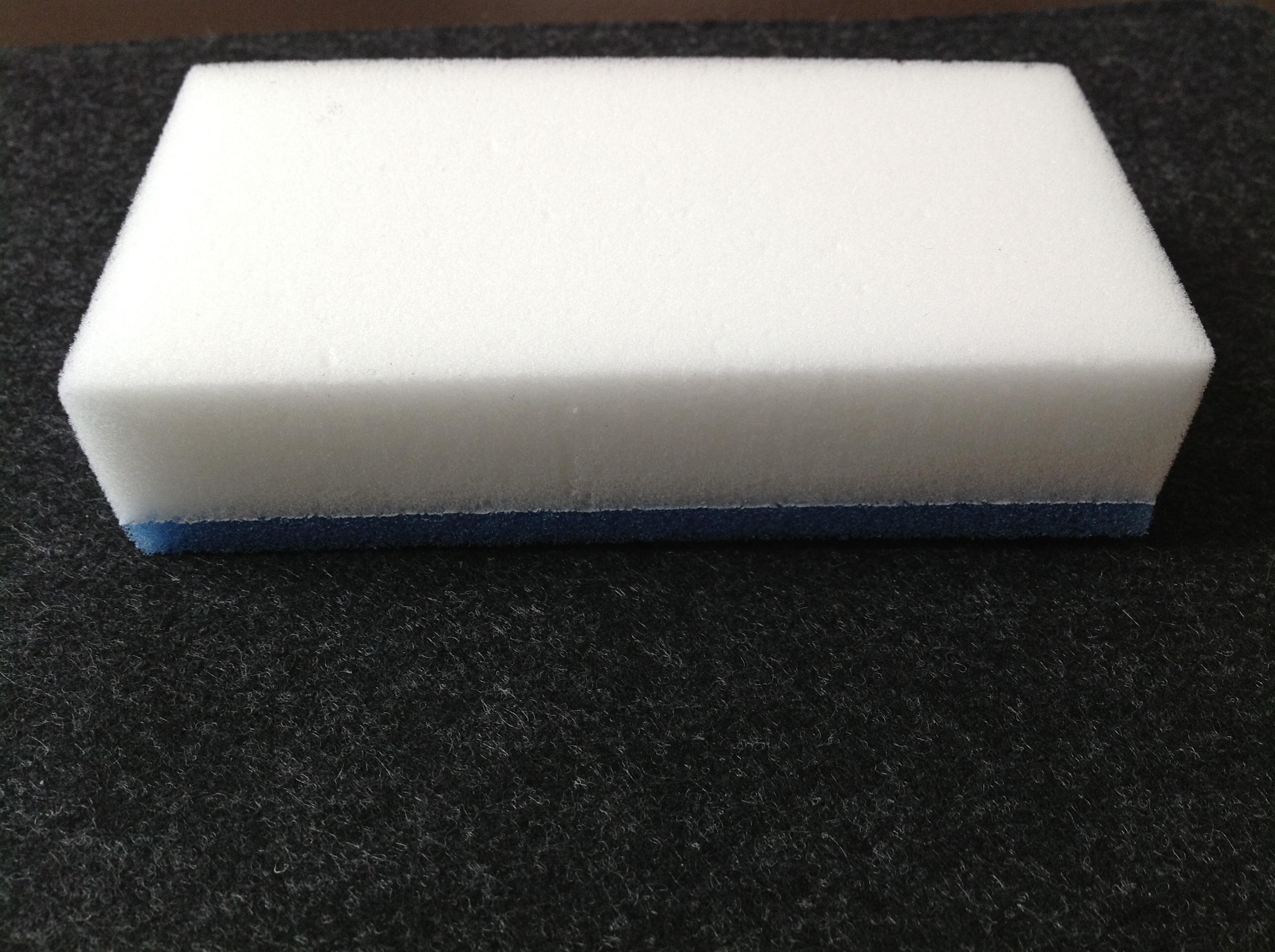
Mr. Clean牌“魔力橡皮擦”（白色部分为三聚氰胺泡沫）

三聚氰胺树脂可以通过发泡，得到白色的泡沫塑料。这样的泡沫材料宏观上摸起来较柔软，但实际上内壁是由硬质的三聚氰胺树脂形成，因此可以作为清洁用的磨料，一般称“魔力清洁橡皮擦”“科技海绵”“科技泡棉”。